# Nicolae Timofti
Nicolae Timofti (Ciutuleşti, 22 de dezembro de 1948)  é um político e jurista moldávio. Foi presidente de seu país desde sua eleição pelo parlamento em 16 de março de 2012 até 23 de dezembro de 2016. Antes disso foi chefe do Supremo Conselho da Moldávia. 

## Inicio da carreira
Após a formatura, Timofti passou dois anos no Exército Soviético antes de iniciar sua carreira como juiz em 1976. "Ele era uma pessoa que estava conosco quando iniciamos as reformas na década de 1990", disse Mihai Ghimpu. Em 2005, Timofti foi nomeado para a Câmara Superior da Magistratura e, em 2011, foi nomeado presidente do Conselho Superior da Magistratura.

## Presidente da Moldávia
Após a sua eleição para o parlamento, Timofti identificou a orientação europeia da Moldávia como uma prioridade, como tinha sido a política do país nos anos anteriores; afirmou que esta política "tem de continuar"  e que o seu país "não tem outro futuro que não europeu". O ex-presidente interino e presidente do Parlamento da Moldávia, Mihai Ghimpu, chamou Timofti de "... um homem progressista, [o que] significa muito para a República da Moldávia".